# Hrabstwo Graham (Karolina Północna)

Piramida wieku hrabstwa

Hrabstwo Graham – hrabstwo w USA, w stanie Karolina Północna, według spisu z 2000 roku liczba ludności wynosiła 7 993. Siedzibą hrabstwa jest Robbinsville.

## Geografia
Według spisu hrabstwo zajmuje powierzchnię 781 km², z czego 756 km² stanowią lądy, a 25 km² stanowią wody.

### Miasta
- Fontana Dam
- Lake Santeetlah
- Robbinsville

### Sąsiednie hrabstwa
- Hrabstwo Swain
- Hrabstwo Macon
- Hrabstwo Cherokee
- Hrabstwo Monroe (Tennessee)
- Hrabstwo Blount (Tennessee)